# Konrad Górski

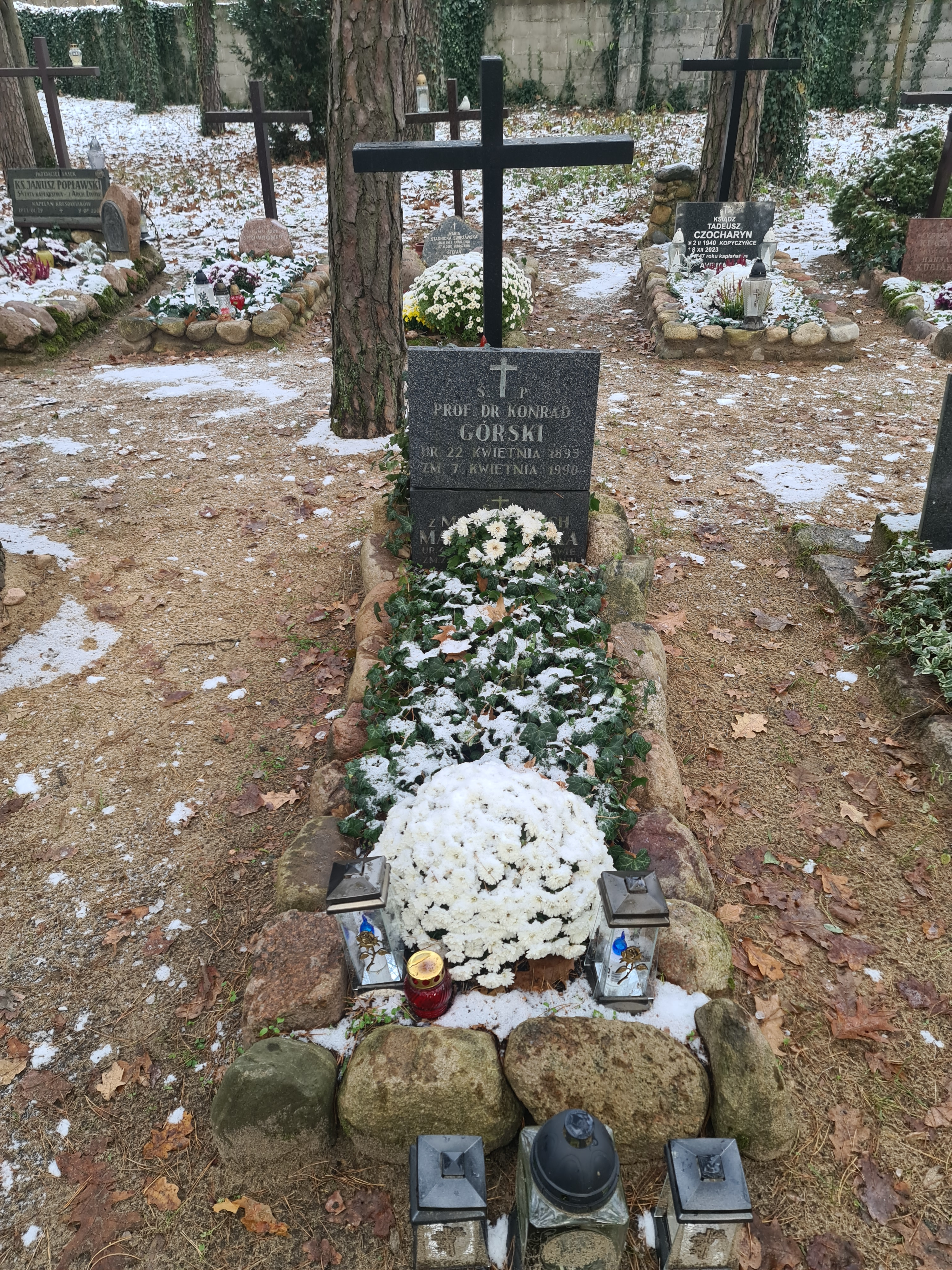
Grób prof. Konrada Górskiego na cmentarzu leśnym w Laskach

Konrad Józef August Górski (ur. 22 kwietnia 1895 w Wągrach, zm. 7 kwietnia 1990 w Toruniu) – polski historyk i teoretyk literatury, specjalizujący się w historii literatury polskiej.

## Życiorys
Syn Jana i Heleny z Rozdajczerów. W 1913 roku ukończył prywatne Gimnazjum Wojciecha Górskiego w Warszawie (jego nauczycielem był m.in. Marian Massonius) i zdał maturę w V Gimnazjum Państwowym w Warszawie. W latach 1913–1915 studiował prawo na Uniwersytecie w Dorpacie, równocześnie udzielając korepetycji oraz studiując indywidualnie historię filozofii greckiej pod kierunkiem Mariana Massoniusa. W latach 1915–1917 pracował jako nauczyciel domowy na granicy Żmudzi i Kurlandii.
W 1918 roku podjął studia w zakresie filologii polskiej na Uniwersytecie Warszawskim. W 1921 roku przedstawił pracę zatytułowaną Ewolucja stosunku Mickiewicza do racjonalizmu i wieku oświecenia w latach młodzieńczych. Promotorem pracy był Józef Ujejski, ale ze względu na jego wyjazd rozprawa faktycznie sprawdzana była przez Bronisława Gubrynowicza oraz Zygmunta Łempickiego. W 1953 roku na podstawie tej samej pracy, wydanej pod tytułem Pogląd na świat młodego Mickiewicza, Centralna Komisja Kwalifikacyjna (CKK) przyznała mu stopień doktora nauk filologicznych.
W 1920 roku przez cztery miesiące służył w wojsku, w 201 ochotniczym pułku artylerii polowej.
W latach 1922–1923 studiował bohemistykę na Uniwersytecie Karola w Pradze, równocześnie prowadząc tam lektorat z języka polskiego. Po powrocie z Pragi został nauczycielem języka polskiego w szkole dla dziewcząt, prowadzonej przez Jadwigę Kowalczykównę i Jadwigę Jawurkównę („Szkoła na Wiejskiej”). Pracował w niej w latach 1923–1934.
W 1929 roku uzyskał habilitację na podstawie rozprawy Grzegorz Paweł z Brzezin: monografja z dziejów polskiej literatury arjańskiej XVI wieku i objął stanowisko docenta na Uniwersytecie Warszawskim. W 1934 roku otrzymał stanowisko profesora nadzwyczajnego historii literatury polskiej na Uniwersytecie Stefana Batorego w Wilnie. Pełnił funkcję przewodniczącego sądu dyscyplinarnego USB. 18 marca 1937 roku miał miejsce zamach bombowy na jego mieszkanie. Po zamknięciu uczelni w 1939 roku pracował w wileńskiej bibliotece Akademii Nauk Litewskiej SRR oraz brał udział w tajnym nauczaniu na poziomie licealnym i uniwersyteckim.
1 października 1945 r. zatrudnił się na organizowanym Uniwersytecie Mikołaja Kopernika w Toruniu, gdzie na podstawie prowizorycznej nominacji rektora, wydanej 8 października, objął stanowisko profesora zwyczajnego w Katedrze Historii Literatury Polskiej oraz funkcję dziekana Wydziału Humanistycznego. Dziekanem był do 1947 roku, potem przez rok prodziekanem oraz kierownikiem Zakładu Literatury Polskiej XIX wieku. W 1950 roku został odsunięty z powodów politycznych od zajęć dydaktycznych i do 1956 roku pracował w Instytucie Badań Literackich PAN. Powrócił na UMK w 1956 roku i pracował na tej uczelni do przejścia na emeryturę w 1965 roku. Od 1962 był członkiem Ogólnopolskiego Komitetu Pokoju.
Od roku 1947 był członkiem Polskiej Akademii Umiejętności, a od roku 1969 – PAN. W kwietniu 1978 r. został członkiem Towarzystwa Kursów Naukowych.
W 1964 podpisał tzw. „List 34”. Po nagonce partyjnej wycofał, jako jedyny, swój podpis, po czym napisał list do premiera Cyrankiewicza, w którym za wciągnięcie go do tej sprawy obciążył Jerzego Turowicza. List ten został odczytany przez Zenona Kliszkę na zebraniu Związku Literatów.

## Wybrane publikacje
- Mickiewicz jako historyk i krytyk czeskiej literatury (1926)
- Grzegorz-Paweł: monografja z dziejów polskiej literatury arjańskiej XVI wieku (1927)
- Historja literatury polskiej do r. 1863 (1932)
- Nacjonalizm a katolicyzm (1934)
- François Mauriac: studjum literackie (1935)
- Dążenia utopistów a chrześcijański realizm (1937)
- Literatura a prądy umysłowe: studia i artykuły literackie (1938)
- Literatura polska. Cz. 1, Historia literatury i języka polskiego dla 1 kl. liceów ogólnokształcących (1938)
- Literatura polska. Cz. 2, Wypisy z literatury polskiej i powszechnej dla 1 kl. liceów ogólnokształcących (1938)
- Divide et impera (1944, 1995)
- Juliusz Słowacki jako poeta aluzji literackiej (1959)
- Mickiewicz: artyzm i język (1977)
- Mickiewicz – Lelewel (1986)
- Mickiewicz – Towiański (1986, ISBN 83-01-06992-9)
- Adam Mickiewicz (1989, ISBN 83-01-07796-4)
- Literatura i katolicyzm (2004, ISBN 83-7363-174-7)

## Wyróżnienia i nagrody
- Doktoraty honoris causa:
  - Uniwersytet Jagielloński (1973)
  - Uniwersytet Mikołaja Kopernika (1979)[6]
  - Katolicki Uniwersytet Lubelski (1980)[7]
- Nagroda im. Księdza Idziego Radziszewskiego Towarzystwa Naukowego KUL za rok (1975), za całokształt dorobku naukowego w duchu humanizmu chrześcijańskiego
- Nagroda im. Herdera (1986)
- Order Świętego Grzegorza Wielkiego (1986)
- Odznaka tytułu honorowego „Zasłużony dla Kultury Narodowej” (1987)[8]